# Хайбуллин, Марат Раффаилович
Марат Раффаилович Хайбуллин (2 декабря 1978, Салехард) — российский гитарист, автор песен, бас-гитарист группы «На́стя».

## Биография
Марат Хайбуллин родился 2 декабря 1978 года в Салехарде. Вскоре после рождения родители Марата переехали в посёлок Буинск Республики Чувашия.
Освоил гитару в 10 лет. С 14 до 22 лет играл на гитаре и басу в различных музыкальных коллективах Чувашии и впоследствии Московской области, а также несколько лет сотрудничал в Санкт-Петербурге с известными музыкантами, в частности с Михаилом Черновым.
С января 2006 года — бас-гитарист группы «Настя».